# Via Etnea

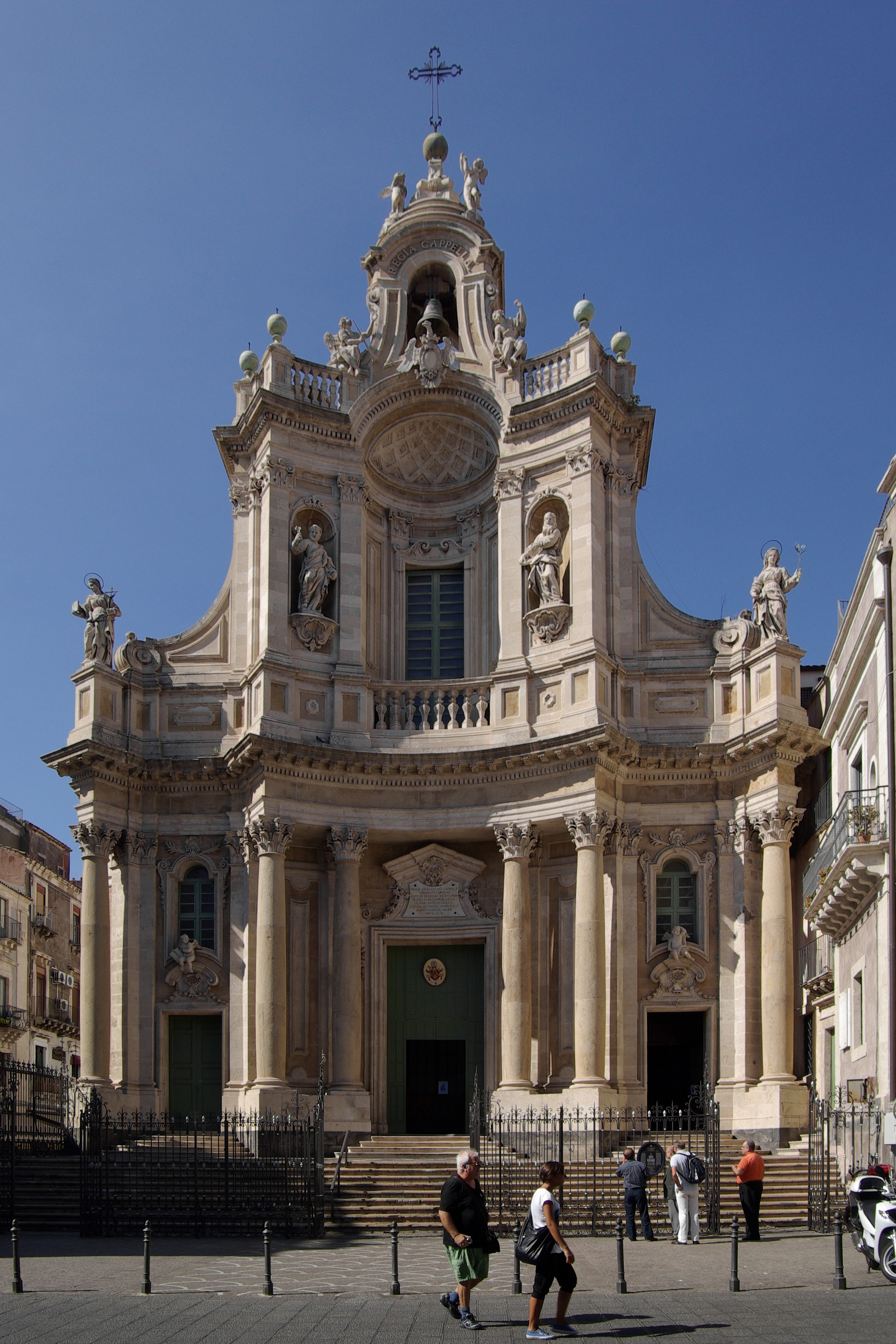
Blick auf die Kirche Collegiata

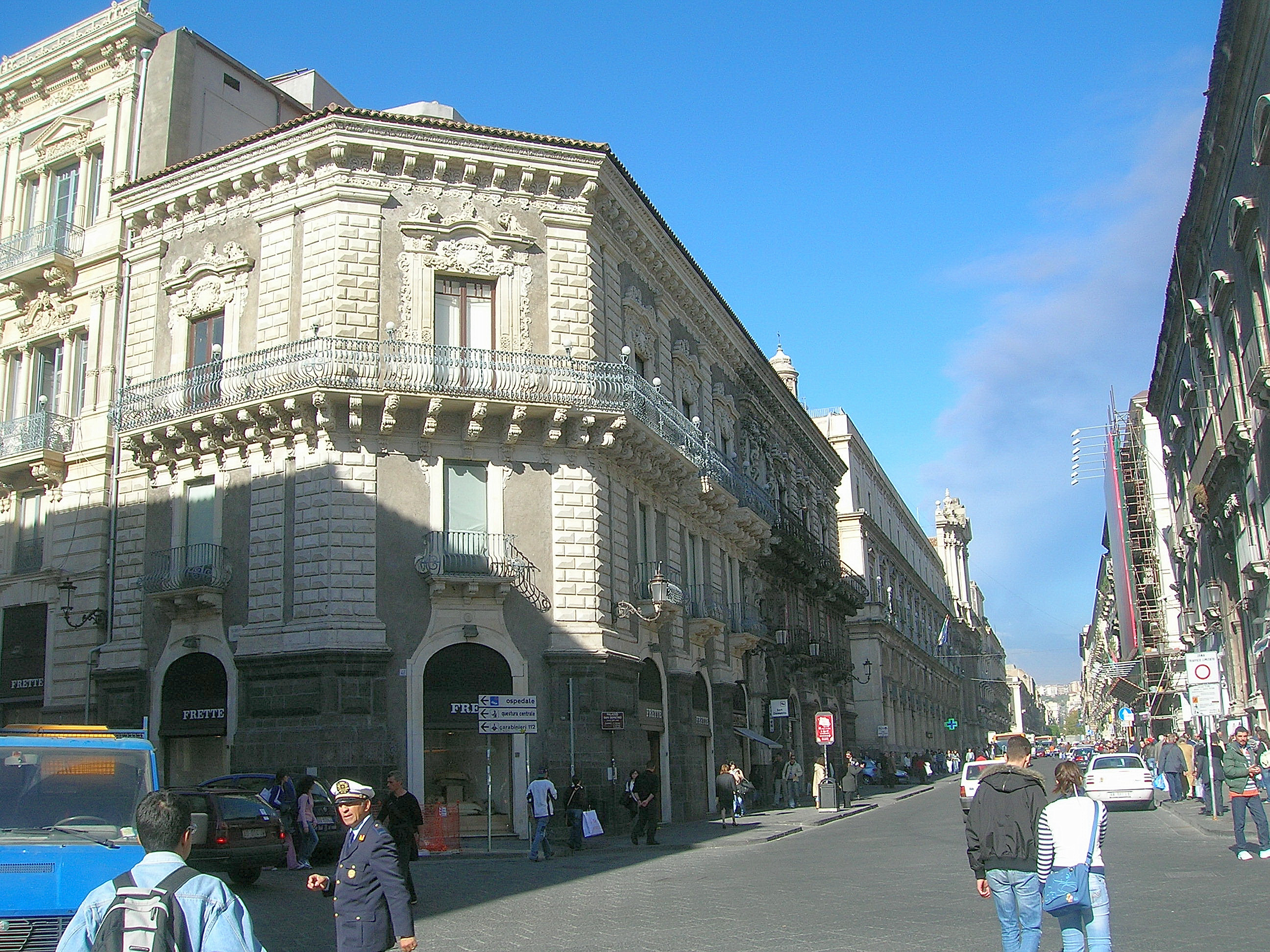
Blick von den Quattro Canti

Die Via Etnea ist eine der Hauptstraßen von Catania auf Sizilien. Sie beginnt an der Piazza del Duomo und verläuft in Süd-Nord-Richtung durch die ganze Stadt in Richtung Ätna. Die Straße hat eine Länge von etwa 3 km.
Die Straße besteht in der jetzigen Form seit dem 18. Jahrhundert; früher hieß sie Via Uzeda. Heute stehen an der Via Etnea hauptsächlich Häuser aus dem ausgehenden 19. Jahrhundert, aber auch Gebäude aus dem Barock des 17. Jahrhunderts. Diese entstanden nach dem Erdbeben 1693, bei diesen Erdbeben wurde Catania fast völlig zerstört. An der Straße liegen viele Geschäfte und Boutiquen, sie ist eine der Ziele von Touristen in Catania.
An der Via Etnea stehen viele interessante Gebäude. An der Piazza Stesicoro entstand 1880 bis 1882 ein Denkmal für Vincenzo Bellini. Es wurde von Giulio Monteverde erschaffen. An dem gleichen Platz befindet sich Ausgrabung eines römischen Amphitheaters. Dieses Theater ist im 2. Jahrhundert entstanden und kann heute besichtigt werden. An dem gleichen Platz liegt die Kirche San Biagio, sie ist der heiligen Agatha geweiht. Weiter liegt am Platz und an der Via Etnea der Palazzo del Toscano. Dieser Palast wurde 1870 von dem Architekten Enrico Alvino erbaut, er diente als Stadtresidenz für die Adelsfamilie der Paternò marchesi del Toscano. Gegenüber dem Palazzo del Toscano liegt der Palazzo Tezzano.
Im Norden der Piazza Stesicoro liegen an der Kreuzung der Via Etnea mit der Via Di Sangiuliano die Quattro Canti. Sie wurden vom Herzog von Camastra geplant und nach dem Erdbeben 1693 auch so gebaut. Im Süden der Piazza Stesicoro liegt die Kirche Collegiata, an der 1446 von Papst Eugen IV. zusätzlich  ein Kollegiatstift eingerichtet worden war.
Die Via Etnea endet an der Piazza del Duomo mit dem Elefantenbrunnen, dem Symbol für Catania. An diesem Platz befindet sich auch die Kathedrale von Catania.